# Natalika
Natalika – czeski zespół muzyczny, wykonujący piosenki ludowe z całego świata. Reprezentuje różne kierunki muzyczne: muzykę cygańską (z krajów bałkańskich, Hiszpanii itd.), muzykę klezmerską i żydowską (wykonywaną w języku hebrajskim), jak również tradycyjną muzykę ludową. W interpretacji piosenek można zauważyć wpływ melodii południowoeuropejskich, zabarwionych lekkim swingiem. Akompaniament Nataliki oparty jest na instrumentach akustycznych, jak wiolonczela, mandolina, gitara, skrzypce i kontrabas.
Główną wykonawczynią jest Natálie Velšmídová, śpiewająca w 14 językach.

## Dyskografia
- TEAGRASS – Folkface
- Mým národům (1998)
- Nikdo nesmí chodit po mé hladině (1999)
- Touha, která duši svírá (2001)